# Pseudbarydia daemon
Pseudbarydia daemon är en fjärilsart som beskrevs av J. Peter Maassen 1890. Pseudbarydia daemon ingår i släktet Pseudbarydia och familjen nattflyn. Inga underarter finns listade i Catalogue of Life.